# Eicochrysops meryamae
Eicochrysops meryamae Rougeot, 1983 è un lepidottero appartenente alla famiglia Lycaenidae, endemico dell'Etiopia.